# Dealu (okręg Ardżesz)
Dealu – wieś w Rumunii, w okręgu Ardżesz, w gminie Hârtiești. W 2011 roku liczyła 364 mieszkańców.